# 永田昌弘
永田 昌弘（ながた まさひろ、1958年1月24日 ‐ ）は、日本の元社会人野球の選手（内野手）。現在は、学生野球の監督。

## 経歴・人物
豊橋市立栄小学校、豊橋市立南部中学校を経て、高校は中京高に進学。1975年(昭和50年)の第47回選抜高等学校野球大会に同校内野手としてベンチ入りした。同期に岡田忠雄、近沢英二がいた。
高校卒業後は、国士舘大学に進学し硬式野球部に入部。4年秋に同期のエース片岡大蔵らの活躍で東都大学野球1部リーグで優勝を経験した。
大学卒後は、社会人野球の東京ガスに入団し、都市対抗野球大会に3年連続（自身の出場登録は2年連続）で出場した。
1983年(昭和58年)に国士舘高校野球部監督に就任すると23年間で甲子園春夏出場8回(通算10勝8敗)、明治神宮大会・高校の部出場4回(優勝1回)の強豪に育て上げた。
2006年(平成18年)春から国士舘大学硬式野球部の監督に就任し、1995年秋季リーグで2部へ降格以降、低迷期に喘いでいた野球部の再建に乗り出し、その結果3年後の2009年(平成21年)秋季リーグで優勝、1部との入替戦で青山学院大学を下して30季ぶりの1部復帰を果たす。翌2010年(平成22年)は秋季リーグで最下位となり、入替戦でも日本大学に連敗して再び2部に降格した。
2016年に再度、国士舘高校の監督に復帰。2022年3月に定年退職。
2023年11月より明星高校の監督に就任。

## 沿革
- 1976年、国士舘大学政経学部に進学、硬式野球部で内野手としてプレー。
- 1979年、4年生の時に主将として東都大学野球リーグ秋季1部リーグ優勝。
- 1980年、東京ガス硬式野球部入社後、都市対抗野球大会に3年連続で出場。
- 1983年、26歳で国士舘高等学校野球部監督に抜擢され就任。
- 1990年、監督就任8年目の秋季東京都高校野球大会で初優勝。東京都代表として第21回明治神宮野球大会高校の部に初出場、初優勝。
- 1991年、エース菊池裕介、主砲石渡晃弘らを擁して第63回選抜高等学校野球大会初出場、ベスト4。
- 1993年、エース池本陽輔、選手宣誓を務めた主将佐藤則之らを擁し第65回選抜高等学校野球大会に2度目の出場と連続ベスト4に導く。
- 1996年、エース高野修平、主砲吉川章弘らを擁し第68回選抜高等学校野球大会に3度目の出場を果たしてベスト8。
- 1997年、エース掛江雅之、捕手山田耕平らを擁し第69回選抜高等学校野球大会に2年連続4度目の出場。
- 1998年、エース山本篤史、主砲松本匡らを擁し第70回選抜高等学校野球大会に3年連続5度目の出場。前年秋の第28回明治神宮野球大会高校の部で、高校野球4冠を達成した松坂大輔擁する横浜と対戦、2安打に抑えられたが2得点した。
- 2000年、エース小島心二郎、主砲大木拓哉らを擁し2年ぶり6度目となる第72回選抜高等学校野球大会出場。
- 2003年、エース新垣勇人、2年生投手久古健太郎、泉尚徳らを擁し3年ぶり7度目となる第75回選抜高等学校野球大会に出場。
- 2005年、エース山形研二、長距離砲藤嶋寛文、高橋智史、厚史の双子の俊足コンビらを擁して初めて夏の大会を制して第87回全国高等学校野球選手権大会に悲願の初出場を果たした。初戦で優勝候補天理を延長の末下し勝利したが、次戦の最速150キロを投げ込むサウスポー柳田将利擁する青森山田に敗退した。
- 2006年、国士舘大学硬式野球部の監督に就任。
- 2009年、エース岩澤正登、主将高橋智之らを擁して秋季2部リーグで優勝。入替戦でも青山学院大学を連勝で下して30季ぶりの1部昇格を果たす。
- 2010年、東都大学野球連盟1部復帰最初のシーズンは5位。秋季は最下位となり入替戦でも日本大学に連敗して再び2部に降格した。
- 2016年9月1日、国士舘高等学校野球部に復帰し、監督に就任。
- 2018年、秋季東京都高校野球大会において監督復帰後初優勝。監督として秋季東京都大会通算5度目の優勝。
- 2019年、第91回選抜高等学校野球大会出場。
- 2019年、秋季東京都高校野球大会において2年連続優勝。監督として秋季東京都大会通算6度目の優勝。

## 甲子園での成績
- 1991年春　○13-0瓊浦　○1-0瀬戸内　○8-1坂出商　●0-1松商学園
- 1993年春　○6-2東山　○8-7市立船橋(延長14回)　○6-1鹿児島商工　●3-4大宮東
- 1996年春　○4-2高松商　○5-3小倉東　●0-3智弁和歌山(延長13回)
- 1997年春　●3-5明徳義塾
- 1998年春　●2-9広島商
- 2000年春　○2-0高岡一　●6-9智弁和歌山
- 2003年春　●0-1愛工大名電
- 2005年夏　○7-3天理(延長10回)　●0-3青森山田
- 2019年春　●1-7明石商

春：出場8回9勝8敗　夏：出場1回1勝1敗　通算：出場9回10勝9敗

## エピソード
- 甲子園初出場から2大会連続でベスト4を果たした時には高い攻撃力に『東の横綱』『打撃の国士舘』と呼ばれたが、「守りから入る野球」「足はうそをつかない」など守備力重視の指導方針であることを述べた。実際、他校に先駆けて「地下足袋ソックス」を導入するなど、堅実な指導に定評があった。
- 高校監督就任以来、着々と実績を積み重ねる中、唯一夏の東京大会の頂点が獲れなかった。その間にも春の選抜には7回出場していることから、『春の国士舘』『秋の国士舘』と呼ばれた。
- 藤枝明誠高等学校元野球部監督の永田弘光は実兄。

## 著名な教え子
- 榊原秀樹　横浜隼人高等学校野球部部長
- 福島紀和　柏市立柏高等学校前野球部監督
- 市川雅通　日本航空高等学校石川元野球部監督
- 浜名千広　福岡ダイエーホークス、ヤクルトスワローズ、千葉ロッテマリーンズ、プロ野球解説者
- 筒井正也　広島東洋カープ、中日ドラゴンズ
- 五十嵐貴章　東京ヤクルトスワローズ
- 長嶺雄介　社会人野球キャプティ野球部監督
- 箕野　豪　国士舘高等学校前野球部監督
- 押部孝哉　立花学園高等学校前野球部監督
- 深見大隆　日本野球機構(NPB)パシフィック・リーグ審判
- 金子洋平　北海道日本ハムファイターズ
- 小島心二郎　広島東洋カープ、オリックス・バファローズ
- 新垣勇人　　北海道日本ハムファイターズ
- 小倉信之　BCリーグ石川ミリオンスターズ
- 久古健太郎　東京ヤクルトスワローズ
- 岡本洋介　埼玉西武ライオンズ
- 屋宜照悟　北海道日本ハムファイターズ
- 岩崎優　阪神タイガース